# حوزه علمیه میبد
حوزه علمیه میبد از دوران قدیم و با ظهور اسلام، ایجاد قرائت خانه و مدرسه علمیه در کنار ساختمان مساجد معمول گردید ولی از وجود یا عدم این مدارس  در شهرستان میبد اطلاع دقیقی در دست نیست. تقریباً از اولین مدرسه علمیهٔ شناخته شده در میبد، بقایای یک باب ساختمان است که با قدمت  ۷۰۰ ساله در حوالی مسجد جامع میبد به جا مانده‌استو طبق قرائن موجود طلاب زیادی از نقاط مختلف  از قبیل کرمان و پاکستان و افغانستان و هند در آن مشغول به تحصیل بوده‌اند و بعدها به دلایل نامعلوم مخروبه و تعطیل گردیده است.
نخستین مدرسه علمیهٔ جدید با حمایت و پشتیبانی شهید صدوقی و شیخ محمد ابراهیم اعرافی و با همکاری سید اسد الله امامی و با  اخذ مجوز از روح‌الله خمینی در نجف، تأسیس و با نام حجه ابن الحسن العسکری احداث و از سال تحصیلی ۵۴-۱۳۵۳ شروع به پذیرش طلبه  نمود.
مسئول این حوزه هم‌اکنون علیرضا اعرافی رئیس جامعة المصطفی العالمیه و عضو جامعه مدرسین حوزه علمیه قم می‌باشد.

## معاونت فناوری اطلاعات
حوزه علمیه میبد با راه‌اندازی چند پایگاه عملا با ایجاد معاونت فناوری اطلاعات پا به عرصه اطلاع رسانی دیجیتال گذاشت.این حوزه با راه‌اندازی پایگاه‌های اقماری سعی در گسترش فرهنگ اسلامی نموده و نیز لازم به ذکر است مدیر ارشد این پایگاه‌ها دانش آموخته آن حوزه می‌باشد. از جمله این پایگاه‌ها می‌توان به پایگاه تخصصی قرآن‌شناسی حوزه علمیه میبد اشاره نمود که در چهارمین نمایشگاه بین‌المللی رسانه‌های دیجیتال حضور پر رنگی داشت.